# Студентски активизам
Студентски активизам је рад ученика да изазову политичке, еколошке, економске или друштвене промене. Иако су често фокусирани на школе, наставне планове и средства за образовање, студијске групе утицале су на веће политичке догађаје.
Савремени студентски активистички покрети се у великој мери разликују по предмету, величини и успеху, са свим врстама ученика који учествују у различитим образовним установама, укључујући и јавне и приватне ученике школе; основни, средњи, виши, додипломски и дипломирани студенти; и све расе, социо-економске позадине и политичке перспективе.  Неки студентски протести се фокусирају на унутрашње послове одређене институције; други се фокусирају на шира питања попут рата или диктатуре. Исто тако, неки студентски протести се фокусирају на утицај институције на свет, као што је  дезинвестирање док се други могу фокусирати на утицај регионалне или националне политике на институцију, као што је кампања против владине политике образовања. Иако је студентски активизам уобичајено повезан са  левичарском политиком, десничарски студентски покрети нису неуобичајени; На пример, велики ученички покрети су се борили на обе  стране апартхејне борбе у Јужној Африци.
Студентски активизам на универзитетском нивоу је готово стара колико и сам  универзитет. Студенти у Паризу и Болоњи одржали су колективне акције већ у 13. веку, углавном због питања града и хаљина. Студентски протести због ширих политичких питања такође имају дуг педигрее. У Јосеоновој династији Кореја, 150 ученика  Сунгкункван- а изведено је без преседана против краља 1519. године у односу на чистку Кимио.

## По земљама

### Аргентина
У Аргентини , као и другде у Латинској Америци, традиција студентског активизма датира из барем 19. века, али тек након 1900. године постала је велика политичка сила. Студентски активизам 1918. године покренуо је општу модернизацију универзитета, нарочито тежњу ка демократизацији, названу  Универзитетска револуција (шп. revolución universitaria). Догађаји су започели у  Кордоби и били су пропраћени сличним побунама широм Латинске Америке.

### Аустралија
Аустралијски студенти имају дугу историју да су активни у политичким дебатама. Ово је нарочито тачно на новијим универзитетима који су основани у приградским подручјима.
Већ 20. века, главна организациона група кампуса широм Аустралије била је  Аустралијска унија студената, која је основана 1937. године као Унија студената аустралијских универзитета. АУС је склопио 1984. Заменио га је Национална унија студената 1987.

### Бангладеш
Студентска политика Бангладеша је реактивна, сукобљена и насилна. Студентске организације делују као наоружање политичких партија у које су део. Током година су политички сукоби и фракцијски осећаји у образовним институтима убијали многе, озбиљно ометајући академску атмосферу. Да би проверили те хитове, универзитети немају опција, већ иду дуготрајним и неочекиваним затварањима. Због тога се класе не завршавају на време и постоје заглављени сесији.
Студијска крила владајућих партија доминирају камповима и стамбеним халама кроз криминал и насиље како би уживали у различитим неовлашћеним објектима. Они контролишу стамбене сале за управљање местима у корист чланова партије и лојалних ученика. Они једу и купују бесплатно од ресторана и продавница у близини. Изнуђују и узимају тендере да зарађују недозвољеним новцем. Узимају новац од кандидата за бруцоше и врше притисак на наставнике како би добили прихватање за њих. Узимају новац од тражиоца посла и стављају притиске на универзитетске управе да их именују.

### Канада
У  Канади, Нова Левица студентске организације из касних 1950-их и 1960-их постао је углавном два: СУПА (Студентска унија за мир акција) и ЦУЦНД (Фирма младих Канађана). СУПА је произашла из кампање ЦУЦНД (Комбиноване кампање за нуклеарно разоружање) децембра 1964. године на конференцији Универзитета у Саскачевану. Док се ЦУЦНД усредсредио на протестне маршеве, СУПА је настојала да промени канадско друштво у целини.  Опсег је проширен на политику безбедности у угроженим заједницама и "подизању свести" ради радикализације и подизања свести о "генерационом јазу" који је искусила канадска омладина. СУПА је била децентрализована организација, укорењена у локалне универзитетске кампусе. СУПА је, међутим, крајем 1967. године распала због расправа у вези улоге радничке класе и "старе леве".  Чланови су се преселили у ЦИЦ или су постали активни лидери у ЦУС-у (Канадска унија студената), што је довело ЦУС-а да преузме мантил љевичарског новог љевичара.
Године 1968, СДУ (Студенти демократског универзитета) формиран је на МцГилл-у и Симон Фрасер Универзитету. СФУ СДУ, првобитно бивши чланови СУПА и Нова демократска омладина, апсорбовали су чланове кампуса Либерални клуб и млади социјалисти. СДУ је био истакнут у управној окупацији 1968. године и студентски штрајк 1969. године. Након неуспеха студентског штрајка, СДУ је раскинут. Поједини чланови су се придружили ИВВ и Ииппиес (Интернатионал Иоутх Парти). Други чланови помогли су формирање Ванцоуверовог ослободилачког фронта 1970. године.  ФЛК (Квебек Либератион Фронт) се сматрало терористичком организацијом, што је  узроковало примену Закона о ратним мерама након 95 бомбардовања у  октобру . Ово је била једина мирна употреба Закона о ратним мерама.
Од 1970-их, ПИРГ ( Групе за  истраживање јавног интереса ) су створене као резултат референдума Студентске уније широм Канаде у
појединим провинцијама. Као и њихови амерички колеге, канадски ПИРГ-ови су усмерени, трчали и финансирали.  Већина послује на моделу  доношења одлука о  консензусу . Упркос напорима у сарадњи, канадски ПИРГ су независни једни од других.
Дан за борбу против малтретирања (дан розе мајице) креирали су ученици средњих школа Дејвид Схепхерд и Травис Прице из Бервицк-а, Нова Шкотска, и сада се годишње слави преко Канаде.
У 2012. години,  студентски покрет у  Квебеку настао је због повећања школарине од 75%; који су полагали ученике ван класе и на улице, јер то повећање није дозволило ученицима да удобно прошире своје образовање, због страха од дуга или немања новца. Након избора те године, премијер  Јеан Цхарест је обећао да ће укинути законе против скупштине и отказати школарину.

### Чиле
Од 2011. до 2013. године, Чиле је узнемирен низом протеста широм целе  Чиле који су  водили студенти,  тражећи нови оквир за образовање у  земљи, укључујући директније учешће државе у средњем образовању и окончање постојања профита у високом образовању. Тренутно у Чилеу само 45% ученика средњих школа студира у традиционалним јавним школама, а већина универзитета је и приватна. Нису изграђени нови јавни универзитети од  краја чилеанске транзиције до демократије 1990. године, иако је број студената на универзитету порастао.
Поред специфичних захтева у погледу образовања, протести су одражавали "дубоко незадовољство" међу неким  деловима друштва са високим нивоом неједнакости Чилеа.   Протести су укључивали масовне ненасилне маршеве, али и знатну количину насиља од стране стране демонстраната, као и полиције за неред.
Први јасан одговор владе на протесте био је предлог за нови образовни фонд  и  прелазак  владе који је заменио  министра образовања
Јоакуина Лавина  и сматран је да се не  фокусира на проблеме у
студентском покрету. Остали владини предлози су такође одбијени.

### Кина
Од пораза династије Ћинг током Првог (1839—1842) и Другог опијумског рата (1856—1860), активизам студената играо је значајну улогу у модерној кинеској историји. Углавном кинески национализам, кинески студентски активизам чврсто верује да млади људи су одговорни за будућност Кине. Ова снажна националистичка веровања успела је да се манифестује у неколико облика, као што су демократија , антиамериканизам и комунизам.
Један од најважнијих аката студентског активизма у кинеској историји је Четврти покрет из 1919. године који је видио више од 3.000 студената Универзитета у Пекингу и других школа окупило се пред Тиананменом и одржало демонстрације. Она се сматра основним кораком демократске револуције у Кини, а такође је произвела кинески комунизам. Покрети антиамериканизма који су предводили  ученици током кинеског грађанског рата такође су били инструментални у дискредитацији владе КМТ и победе комуниста у Кини. 

### Источна Европа и пост-Совјетски Савез државе
Током комунистичке владавине ученици у источној Европи били су снага иза неколико најпознатијих инстанци протеста. Ланац догађаја  који су довели до мађарске револуције 1956. започео је мирним студентским демонстрацијама на улицама  Будимпеште, касније привлачењем радника и других Мађара. У Чешкословачкој , једној од најпознатијих лица протеста након инвазије  совјетске инвазије која је окончала Прагски пролеће, био је Јан  Палацх, ученик који је извршио  самоубиство поставио ватру себи 16. јануара 1969. године. Тај чин покренуо је велики протест занимање.
Омладински покрети у којима су ученици учествовали, такође су  одиграли централну улогу у " бојним  револуцијама " у пост-комунистичким друштвима последњих година. Први пример је био  српски  Отпор!, формиран у октобру 1998. као одговор на репресивне универзитетске и медијске законе који су уведени те године. У председничкој кампањи у септембру 2000. године, организација је направила кампању "Готов је" која је изазвала незадовољство Србије са  Слободаном Милошевићем , што је на крају резултирало његовом поразом.
Отпор је инспирисао друге  омладинске покрете у источној Европи, као што је Кмара у  Грузији, која је играла важну улогу у револуцији ружа и Пора у Украјини , што је било кључно за организовање демонстрација које су довеле до наранџасте револуције. Као и Отпор, те организације су, према томе, практиковале ненасилни отпор и користиле хумор у супротстављању ауторитарним лидерима. Слични покрети укључују КелКел у Киргистану, Зубр у  Белорусији и МЈАФТ! у Албанији.
Противници "бојних револуција" оптужили су Сорошеве фондације и/или владу САД да подржавају и чак планирају револуције како би служили западним интересима.  Подржавачи револуција тврде да су ови наводи у великој мери претерани и да су револуције биле позитивне догађаје, морално оправдане, без обзира да ли је западна подршка утицала на догађаје.

### Француска
У  Француској су активни ученици утицали на обликовање јавне расправе. У  мају 1968. године  Универзитет у Паризу у  Нантерру био је затворен због проблема између студената и администрације.  У знак протеста због затварања и протеривања Нантерових студената, студенти  Сорбонне у  Паризу започели су своје демонстрације. Ситуација је ескалирала у државну  побуну.
Догађаји у Паризу пратили су студентски протести широм света.  Немачки Студентски покрет учествовали у великим демонстрацијама против предложеног  хитне закона . У многим земљама, студентски протести изазвали су власти да одговоре с насиљем. У  Шпанији су студентске демонстрације против  Франкоове диктатуре довеле до сукоба са полицијом. Студентске демонстрације у  Мексико Ситију завршиле су у олуји од метака у ноћи 2. октобра 1968.
године, догађају познатом као масакр Тлателолцо . Чак и у  Пакистану, студенти су изашли на улице да протестују због промена образовне политике, а 7. новембра су два студента умрла након што је полиција отворила ватру на демонстрацијама. Глобални одјек из француског устанка из 1968 наставио се у 1969, па чак иу 1970—их година.

### Немачка
Године 1815. у  Јени (  Немачка ) основана је  "Убуркрафт" . То је  Студентентски покрет који је био концентрисан на националне и демократске идеје. 1817. године, инспирисан либералних и патриотских идеја уједињене Немачке, студентске организације окупљене у  Вартбург фестивалу у  Вартбург замку, у  Еизену у  Турингу, поводом којих су реакционарне књиге спаљене.
Године 1819. студент Карл Лудвиг  Санд убио је писца Августа вон  Котзебуеа, који се љутио у либералним студентским организацијама.
У мају 1832.  Хамбхер Фест је прослављен у  дворцу Хамбах у близини  Новог града дер Веинстраßе са око 30 000 учесника, међу којима је и пуно студената. Заједно са  Франкфуртер Ваценстурмом 1833. године планира се ослобођење ученика који су држани у затвору у Франкфурту и револуционарном  боју Георг Хуссисцхе Ландботе Георг Буцхнер -а који су били догађаји који
су довели до револуција у немачким  државама 1848. године.
Шездесетих година светски пораст у студентском и омладинском радикализму манифестовао се кроз  њемачки студентски покрет и  организације као што је Немачка социјалистичка студентска унија . Покрет у Њемачкој дели многе забринутости сличних група на другим местима, као што је демократизација друштва и супротстављање  рату у  Вијетнаму, али је такође нагласио више специфичније проблеме на националном нивоу као што су долазак у складу са наслеђем нацистичког режима и  супротстављање немачким актима за хитне случајеве.

### Хонг Конг
Учесници групе активисткиња у Хонг Конгу  Шоларизам започели су окупацију седишта владе Хонг Конга 30. августа 2012. године. Циљ протеста био је изричито присиљавати владу да повуче своје планове за увођење моралног и националног образовања као обавезног предмета.  Дана 1. септембра отворен је концерт у склопу протеста, са присуством 40.000. Коначно, влада је чињенично уништила морал и национално образовање.
Студентске организације су направиле  важне улоге током покрета  кишобрана . Стални комитет  Националног народног конгреса (НПЦСЦ) донео је  одлуке о политичкој реформи у Хонг Конгу 31. августа 2014. године, чији би  одбор за  именовања чврсто контролисао именовање главног извршног  кандидата, кандидати изван кампа Про-Беијинг неће имати прилике да  буду номиновани. Хонг Конг,  Федерација студената и Шоларизам су предводили штрајк против одлуке НПЦСЦ почињу 22. септембра 2014, и  почели да протестују испред седишта  владе 26. септембра 2014. године https://en.m.wikipedia.org/wiki/Occupy_Central_with_Love_and_Peace   Дана 28. септембра, Окупатор Централ са покретом љубави и мира објавио је почетак кампање грађанске непослушности.  Ученици и други чланови јавности демонстрирали су изван седишта владе, а неки су почели да заузимају неколико главних градских раскрсница.

### Индија
Дана 16. јануара 2017. године велика група студената (више од 20) протестирала је у држави  Тамил Наду и  Пудучерију због забране  Јалликату . Забрану је донео Врховни суд Индије у 2014. години када је ПЕТА поднела петицију против Јаликатуа као окрутност према животињама. Дана 20. јануара усвојен је привремени уред, подижући забрану Јаликату.

### Индонезија
Често се сматра да је  Индонезија домаћин "неким од најважнијих аката студентског отпора у историји света. Универзитетске студентске групе су више пута биле прве групе које су учествовале уличним демонстрацијама које су позивале на владине промене на кључним тачкама у историји нације, а друге организације из читавог политичког спектра покушале су да се усагласе са студентским групама. Године 1928, Омладински залогај (  Сумпах Пемуда ) помогао је да дају глас  антиколонијалним сентиментима.
Током политичких превирања шездесетих година, десничарске студентске групе организовале су демонстрације које су позвале тадашњег председника  Сукарана да елиминише наводне  комунисте из своје владе и касније затражио од њега да поднесе оставку.   Сукарно је отишао 1967. године и заменио га генерал Сухарто .
Студијске групе такође су одиграле кључну улогу у паду Сухарто-а 1998. године, иницирале су велике демонстрације које су гласовале широко распрострањено незадовољство са председником након  немира у  мају 1998. године . Средњошколци и универзитетски студенти у  Џакарти,  Џогџарки,  Медан и другде били су неке од првих група које су спремне јавно изговорити против војне владе. Студентске групе су биле кључни део политичке сцене током овог периода. Након што је преузео дужност након што је Сухарто сишао,  БЈ Хабибие је направио бројне претежно неуспешне уверавања како би смањиле студентске групе које су смањиле његовог претходника. Када то није успело, послао је комбиноване силе полиције и гангстери да исељавају демонстранте силом на владиној згради. Покренути масакри оставили су два ученика мртва и 181 рањено.

### Иран
У  Ирану студенти су били на челу протеста и против секуларне монархије пре 1979. године, а протеклих година против теократске  исламске републике . И религиозни и умерени студенти одиграли су значајну улогу у опозиционој мрежи  Рухолах Кхомеинија против  Схах  Мохамад Реза Пахлави . У јануару 1978. војска распршила је демонстрације студената и верских вођа, убивши неколико ученика и изазивајући низ распрострањених протеста који су на крају довели до  иранске револуције следеће године. 4. новембра 1979. милитантни ирански студенти који себе називају муслиманским студентима, након линије имама, запленили су САД амбасада у Техерану која држи 52 запосленика амбасаде за таоца 444 дана (види  Иранску кризу за таоце ).
Последњих година је било неколико инцидената када су се либерални студенти сукобљали са иранском  владом, а нарочито са иранским студентским нередима из јула 1999.  године . Неколико људи је убијено у недељу насилних сукоба које су почеле са полицијским упадом у универзитетски дом, што је одговор на демонстрације групе студената  Техеранског универзитета против затварања реформистичког листа.  Акбар Мохамади је добио смртну казну, а касније смањио на 15 година затвора због своје улоге у протестима. У 2006. години, умро је у  затвору Евин након штрајка глађу због одбијања да му дозволи лечење због повреда претрпљених као резултат мучења.
Крајем 2002. године студенти су одржали масовне демонстрације у знак протеста против смртне казне  реформистичког предавача Хашема Агхајарија због наводног богохуљења. У јуну 2003, неколико хиљада ученика отишло је на улице Техерана у противвладним протестима изазваним владиним плановима за приватизацију неких универзитета.
На иранским председничким  изборима у мају 2005. године, највећа студентска организација у Ирану, Канцеларија за консолидацију јединства, заговарала је  бојкот гласања . Против владе настављени су. У мају 2006, до 40 полицајаца је повређено у сукобима са демонстрантима у Техерану.  Истовремено, иранска влада позвала је студентске акције у складу са својом политичком агендом. Председник Ахмадинеџад је 2006. године позвао студенте да организују кампање да захтевају
уклањање либералних и секуларних наставника.
Године 2009, након спорних председничких избора, избио је низ студентских протеста, који су постали познати као  ирански Зелени покрет . Насилне мере које је иранска влада користила за сузбијање ових протеста била су предмет широко распрострањене међународне осуде.

### Израел
У Израелу студенти су били међу  водећим личностима на израелским протестима о социјалној правди из 2011. године који су настали од бојкота с кишним сиром.

### Јапан
Јапански студентски покрет је почео током  Таисхо Демократије, и порастао у активностима после Другог светског рата. Углавном су их обављали активисти. Један од таквих догађаја био је опозициони покрет Анпо, који се догодио 1960. године, у супротности са уговором  Анпо .  У каснијем студентском устанку 1968. године, левичарски активисти су се барикадирали на универзитетима, што је резултирало оружаним сукобом са јапанским полицијским снагама.  Подржани су неки шири узроци, укључујући противљење  Вијетнамском рату и  апартхејду, као и прихватање начина живота  хипи.

### Малезија
Од измене Одељка 15 Закона о универзитетима и универзитетских колеџа из 1971. године (УУЦА) 1975. године, ученицима је било забрањено да буду чланови и изражавају подршку или противљење било којој политичкој партији или "било којој организацији, телу или групи особа које Министар је, након консултација са Управом, у писаној форми упутио заменику канцелару не одговарајући за интересе и добробит студената или Универзитета. " Међутим, у октобру 2011. године, Апелациони суд је одлучио да је релевантна одредба у члану 15 УУЦА буде неуставна због члана 10.  Савезног устава који се односи на слободу изражавања.
Пошто је 1971. године забрањено ученицима да изразе "подршку, симпатију или опозицију" било којој политичкој партији, малезијски студенти су више пута тражили да се укине забрана политичког укључивања. Већина студената није заинтересована за политику јер се плаше да ће универзитети предузети мере против њих. УУЦА (позната и по малезијском акронима АУКУ), међутим, није била у потпуности успешна у уклањању студентског активизма и политичког ангажмана.
У Куала Лумпуру 14. априла 2012. године, студентски активисти су се отишли на Трг независности и кренули према програму зајма за државу, који су рекли студентима високе каматне стопе и оставили им дуг.
Највећи студентски покрет у Малезији је Солидарна Махалска Малезија (СММ, студентска солидарност Малезије). Ово је коалициона група која представља бројне студентске организације. Тренутно СММ активно учествује у кампањи против УУЦА и бесплатног образовања на примарном, секундарном и терцијарном нивоу.

### Мексико
Током  протеста 1968 ,  мексичка влада је убила око 30 до 300 студената и цивилних демонстраната. Ово  убиство је познато као у масакру Тлателолцо . убиство око 30 до 300 ученика и цивила од стране војске и полиције 2. октобра 1968. године на  Плаза де лас Трес Културас у делу  Тлателолко у  Мексико Ситију . Догађаји се сматрају делом мексичког  прљавог рата, када је влада искористила своје снаге за сузбијање политичке опозиције. Масакр се  десио 10 дана пре отварања Летњих олимпијских игара 1968. године у Мексико Ситију.
Новији студентски покрети укључују  Ио Сои 132 у 2012. Ио Сои 132 је  друштвени покрет који је састављен већини мексичких универзитетских студената са приватних и јавних универзитета, становника Мексика, који траже присталице из око 50 градова широм света. Почело је као противљење кандидату  Институционалне револуционарне партије (ПРИ)  Енрикуеа Пена Нието и наводно пристрасног покривања мексичких медија на генералним изборима 2012. године.  Име Ио Сои 132, шпански за "Ја сам 132", настало је у изразу солидарности са првобитним покретачима 131 протеста. Ова фраза је навела инспирацију  покрета Окупирај Шпански  15-М покрет .   [[:Датотека:///C:/Users/Tamara/Desktop/Студентски активизам - Википедиа.rtf#page87| ]] Протестни покрет је био самопрокламован као "мексички пролеће" (алузија на  Арапски пролеће) од стране својих првих гласноговорника, и назвао је "мексички окупациони покрет" у међународној штампи .
Након  масовног киднаповања Игуала, ученици су одговорили на националном нивоу у знак протеста од маршева до уништавања имовине. Кроз друштвене медије,  хештег као што је #ТодосСомосАиотзинапа се ширио и подстакао глобални одговор ученика.

### Филипини
Студентски активизам на Филипинима почео је у време режима Маркоса крајем 1960-их или почетком 1970-их током До данас се активизам студената наставља за разне узроке као што су бесплатна едукација, корупција унутар владе и ванпарнична убиства. Неке групе које воде ове протесте су Лига Филипинског студента (ЛФС), Национална унија студената на Филипинима (НУСП), Анакпавис и Кабатаан Парти-Лист.

### Велика Британија
Студентски политички активизам постојао је у Великој Британији од осамдесетих година прошлог века,  формирањем студентских већа  ученика, прекурсора синдикалних организација дизајнираних да представљају интересе ученика. Они су касније еволуирали у синдикате, од којих су многе постале део  Националне уније студената формиране 1921. године. Међутим, НУС је био дизајниран да буде посебно ван "политичких и верских интереса", смањивши њен значај као центар за студентски активизам. Током тридесетих година студенти су почели да се политички укључују у формирање многих социјалистичких друштава на универзитетима, од социјалдемократа до марксистичко-лењинистичког и троцкистичког, па чак и доводећи до  Бриан Симона, комуниста, који је постао шеф НУС-а.
Међутим, шездесетих година студентски активизам није постао важан на британским универзитетима. Овде, као и многе друге земље, рат у Вијетнаму и питања расизма постали су фокус за многе друге локалне фрустрације, као што су таксе и представљање студената. Године 1962. одржан је први студентски протест против Вијетнамског рата, са  ЦНД-ом . Међутим, активизам студената није почињен у великој мери до средине 1960-их. 1965. године студентски протест од 250 студената одржан је изван америчке амбасаде у  Единбургу и почетак протеста против Вијетнамског рата на  тргу Гровеснор . Такође је видела и прву главну наставу у Британији 1965. године, где су студенти расправљали о  Вијетнамском рату и алтернативним ненасилним средствима за протест на Лондон  Шол оф Економик, спонзорисан од стране  Оксфорд Унион.
Године 1966, формирана је Радикална Студентска Алианса и Кампња Солидарности  Вијетнама, који су постали центри за протестни покрет. Међутим, први студентски састанак одржан је у Лондонској школи економије 1967. године од стране Студентске уније због суспензије два ученика. Његов успех и национални студентски скуп од 100.000 одржаних исте године обично се сматрају почетком покрета. До средине седамдесетих година учествовале су студијске активности, укључујући протест на висини од 80.000, на  Тргу гросвенора, антирасистичке протесте и занимања у Њукаслу, разбијање капија за контролу нереда и присилно затварање Лондонске школе економије, и  Јацк Сламапостајући шеф НУС-а за РСА. Међутим, многи протести су се тицали више локалних питања, као што су заступање студената у управљању факултетом,
бољи смештај, ниже цене или чак цене мензе.
Студентски протести избили су поново током 2010. године током  премијера Давид Камерон због питања  школарина, смањења финансирања високог образовања и повлачења додатка за образовање за образовање.

### САД
У  Сједињеним Државама, студентски активизам се често схвата као облик  омладинског активизма који може бити оријентисан на промене у  америчком образовном систему, грађанским правима, спровођењу закона, нуклеарном оружју, широком спектру питања. Студентски активизам у Сједињеним Државама датира почетку јавног образовања, ако не пре. Неки од првих добро документованих, усмерених активизма догодили су се на кампусима црних институција као што су Фиск и Ховард 1920-их. У Фиску, забринутост студената о дисциплинским правилима осмишљена да подржавају црни идентитет уједињени су у захтеве за  оставком председника Фаиете  Авери МеКензие . Оспораван од стране ВЕБ Ду Боис'Почетни говор из 1924. године, студенти су игнорисали 10 часова. Полицијски час у знак протеста, и извођење накнадних пролазака. Након што је комисија формирана ради истраживања протеста неповољно је утицала на способности Мекензија и руковођењу немирима, он је поднео оставку 16. априла 1925. године. Догађаји у Фиску су имали велике реперкусије, јер су црни студенти на другим местима почели да доводе у питање репресивни статус куо пост-ратног црног универзитета .
Следећи талас активизма подстакнут је стварима депресије после 1930-их.  Амерички млади конгрес је био студент-лед организација у Вашингтону, који је лобирао Конгрес САД против рата и расне дискриминације и за омладинске програме. Била је снажно подржана од стране прве даме  Елеанор Рузвелт.
У  антикултурном периоду 1960-их и почетком седамдесетих година, у америчком друштву дошло је до неколико таласа студентских активиста. Студенти су формирали друштвене покрете који су их пребацивали од отпора до ослобођења. Прва рангирана национална студентска група била је студентска мировна унија, основана 1959. године.  Још један значај овог  периода био је студент за демократско друштво (СДС) који је покренут у  Анн Арбору у Мичигену, фокусирана на школе као друштвени агент који истовремено угњетава и потенцијално подиже друштво. СДС се  на крају спустила са Временског Андерграунда . Још једна успешна група била је Ослобађање младих, у којем су ученици позвали на окончање државног образовања.  Такође су били присутни и Студентски  ненасилни координациони одбор и  Студентски покрет Атланта, претежно афроамеричке групе које су се бориле против расизма и интеграције јавних школа широм САД. Покрет  слободног говора 1964-65 на УЦ Беркелеи је користио масовну грађанску непослушност како би се превазилазили ограничења политичких активности на кампусу.
Најдужи Студентски штрајк у америчкој историји почео је 6. новембра 1968. године, и трајала је до 21. марта 1969. године, у Сан Франциску да се подигне свест о трећег света приступ студента у високом образовању.
Највећа студентска штрајк у америчкој историји одржана је у мају и  јуну 1970, као одговор на држави Кент  пуцњави и америчке инвазије  Камбоџе . Преко четири милиона студената учествовало је у овој акцији.
Америчко друштво је још деведесетих увећало активизам студената. Популарна покрет Реформа образовања довела је до поновне појаве  популистичког студентског активизма против стандардизованих тестова и наставе,  као и сложенијим питањима, укључујући војну / индустријску / затворског комплекса и утицаја војске и корпорација у образовању. Тамо такође је повећан нагласак на обезбеђивању одрживих промена, потискивањем бољег финансирања образовања и променама политике или руководства које укључују студенте као доносиоце одлука у школама. Наиме, универзитети су  учествовали у дезинвестирању из  Јужноафричког покрета; Универзитет у Калифорнији, Беркелеи, након што је студентски активизам постао прва институција која је у потпуности дезинвестирала од компанија укључених у профит и  апартхеида .
Главне савремене кампање укључују рад за финансирање  јавних школа, против повећаних школарина на колеџима или употребе  радне снаге у производњи школске одеће (нпр. United students against Sweatshops), за повећање гласова ученика током планирања образовања, испоруке и  креирања политика (нпр. Рузвелт институција ), и да се подигне националну и локалну свест о  хуманитарним последицама Дарфур сукоба . 
Такође се повећава активизам око питања глобалног загревања. Против ратни активизам је такође повећан, што је довело до стварања  кампус антиратне мреже и повлачења  СДС- а 2006. године.
После националног пораста покрета  Black Lives Matter и интензивније од избора америчког председника  Доналда Трампа 2016. године, студентски активизам је у порасту.  Алтернативни десничар Бреитбартов главни уредник  Мило Јианнопоулосова турнеја  Мило Јианнопулос изазвао је  протест на Универзитету у  Калифорнији, Давис, где је требало да разговара са "Пхарма Бро" Мартин Схкрели и Универзитетом у  Калифорнији, Беркелеи, пре него што су започели велики протести.